# Drukyel-Dzong
Der Drukyel-Dzong, auch Drukgyel geschrieben, ist eine ehemalige buddhistische Klosterfestung im Distrikt Paro im Königreich Bhutan, etwa 18 Kilometer von Paro entfernt.
Zu ihren Füssen befindet sich das Dorf Tsento.

## Geschichte
Die Klosterfestung wurde 1647 auf Geheiß von Shabdrung Ngawang Namgyel wahrscheinlich von Tenzin Drukdra errichtet. Der Name der Festung erinnert an die siegreiche Abwehr der Invasion aus Tibet drei Jahre zuvor.
Drukyel-Dzong bedeutet Festung der siegreichen Drukpa.
Seit einem Brand im Jahr 1951, der durch eine Butterlampe ausgelöst wurde, verfällt die Anlage. Um dem völligen Zerfall vorzubeugen, wurde 1985 die Ruine provisorisch gesichert. Die Ruinen können besichtigt werden.
Im Jahr 2012 wurde die Ruine des Drukyel-Dzong in die Vorschlagsliste zum Welterbe in Bhutan aufgenommen, die die Regierung Bhutans dem Welterbekomitee zur Aufnahme ins UNESCO-Welterbe vorzulegen beabsichtigt.
Um die Geburt seiner königlichen Hoheit des Thronfolgers Jigme Namgyel Wangchuck zu feiern sowie um an zwei weitere bedeutende Ereignisse zu erinnern, nämlich der der Ankunft Shabdrung Ngawang Namgyels in Bhutan im Jahre 1616 und das Geburtsjahr Guru Rinpoches,
verkündete 2016 der Premierminister Tshering Tobgay, dass der Dzong rekonstruiert und in seiner früheren Pracht wiederhergestellt werden solle. Diese Ankündigung sowie der feierliche erste Spatenstich erfolgten am Tag nach der Geburt des Thronfolgers.
Die Restaurierung sollte bis Juni 2022 abgeschlossen sein.

## Beschreibung
Die Klosterfestung befindet sich auf einem Felsplateau im oberen Paro-Tal in beherrschender Lage. Sie riegelt das Paro-Tal ab und schützte es so vor Eindringlingen aus dem Norden.
Anders als andere Dzongs, die von Shabdrung Ngawang Namgyel und seinen Nachfolgern errichtet wurden, diente der Drukyel-Dzong ausschließlich der Landesverteidigung gegen äußere Bedrohungen und hatte keine administrativen oder religiösen Funktionen.
Der Dzong beherbergte seinerzeit das beste Waffenarsenal des Landes.
Der Dzong besteht aus Utse, dem zentralen Turmbau, in dem ein Schrein für die Schutzgottheiten untergebracht ist, und Shabkhor, Gebäuden die die Innenhöfe rechtwinklig umgeben.
Das hohe und massive Natursteinmauerwerk der Shabkhor-Gebäude über den steilen Hängen des Festungsberges umschloss den Innenraum des Dzongs vollständig. Der Zugang zum Dzong war nur durch einen einzigen Eingang möglich, schwer bewacht von mehreren Ta Dzongs, Wachtposten-Rundtürmen, entlang des Pfades vom Eingang zum Fuß des Festungsberges.
Zum Wasserhohlen am Fluss zu Füssen des Festungsberges und um zu Kriegszeiten Truppen schicken zu können, sollen geheime Tunnel einen geschützten Zugang ermöglicht haben. Derzeit sind noch Rundtürme zu sehen, sogenannte Chu Dzongs, Wasserposten, die untereinander verbunden durch von mit Verteidigungswällen umschlossenen Pfaden.

Bei der Rekonstruktion war von Bedeutung, dass die Mauern des Dzongs in den 1980er Jahren gesichert wurden. Obwohl die meisten Holzbalken des Dzongs, wie zum Beispiel Dachstühle, Tür- und Fensterrahmen sowie Böden und Decken, verbrannt oder im Laufe der Zeit fast vollständig verrottet waren, waren die Außenmauern aus Stein und Stampflehm, noch vorhanden.

Ruine des Drukyel-Dzong vor der Rekonstruktion
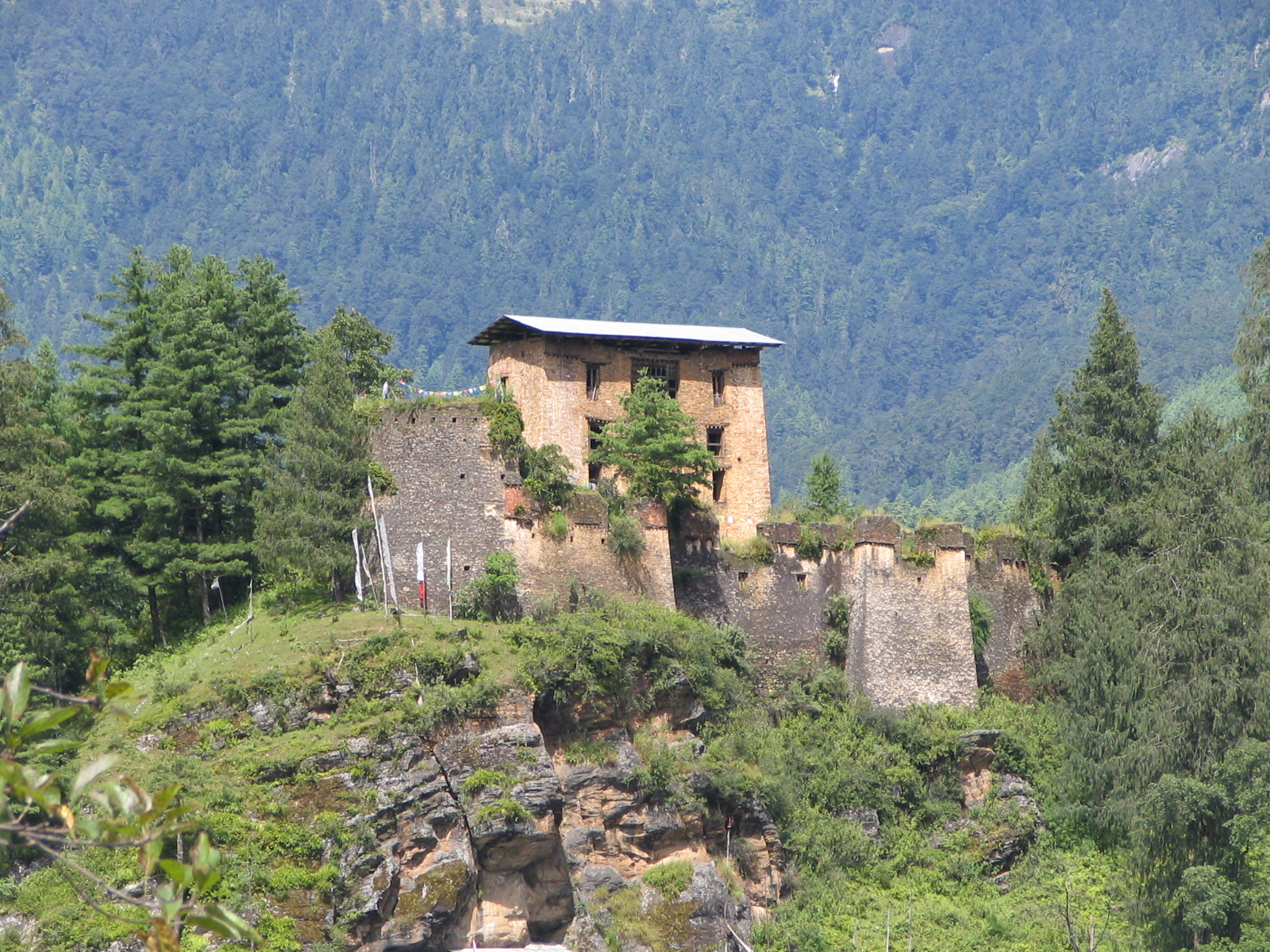
Außenansicht
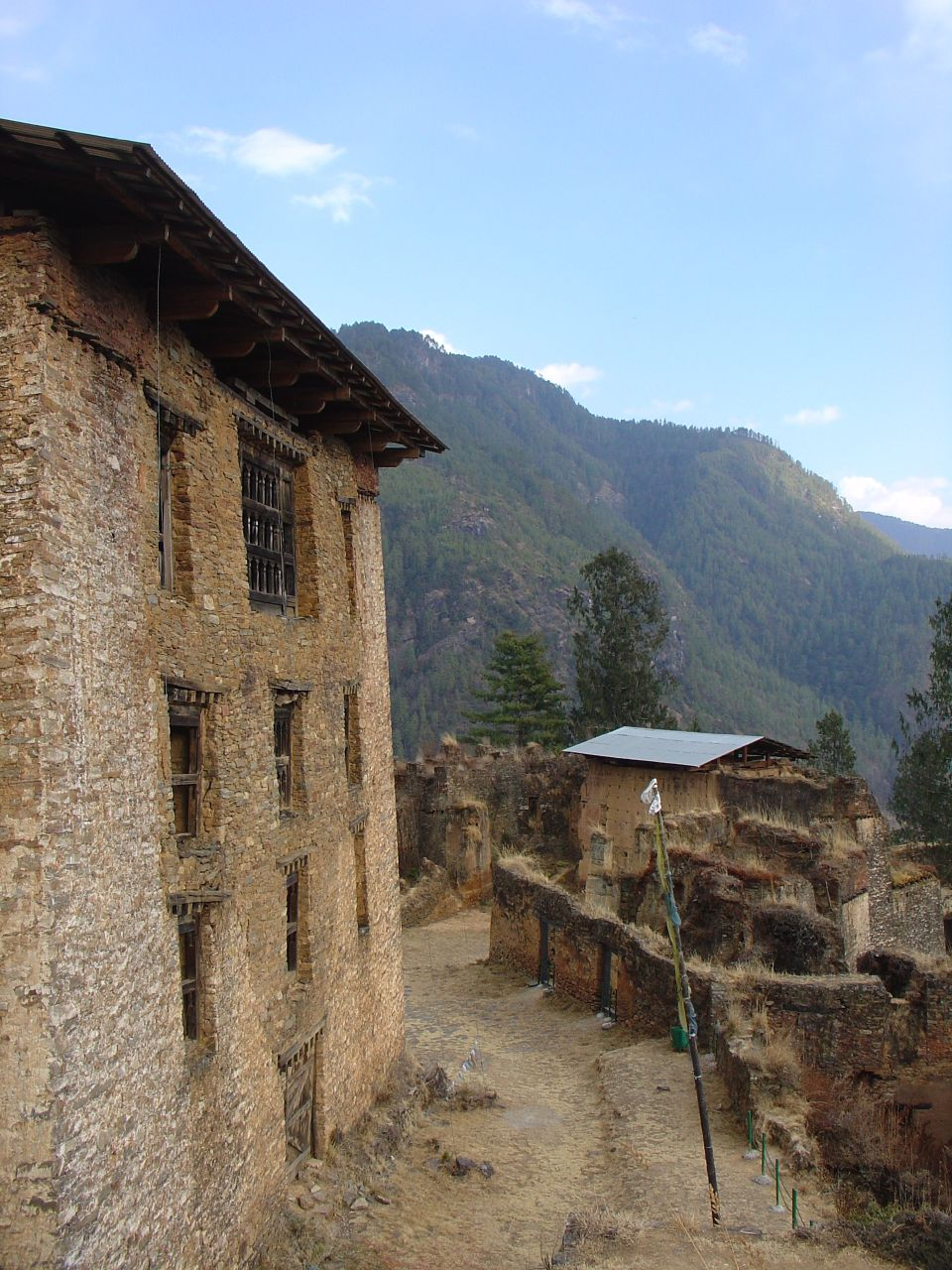
Hauptbau
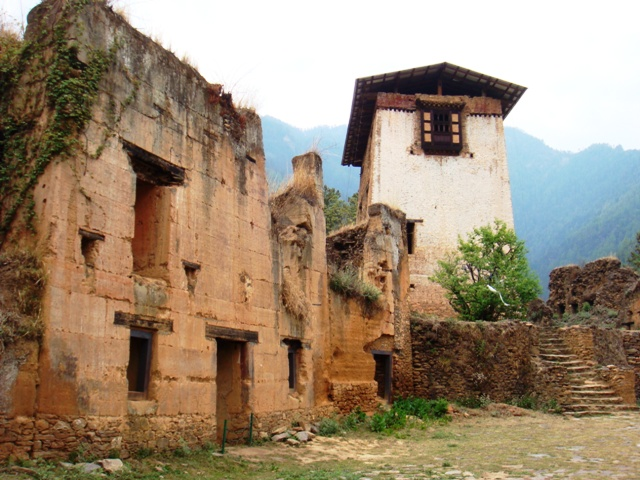
Turm
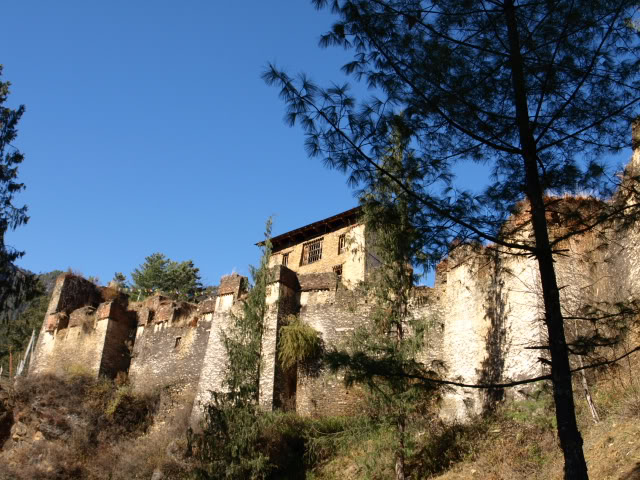
Außenansicht